# Christiansfeld
Christiansfeld er en by i Sønderjylland med 2.979 indbyggere  (2024), beliggende 13 km nord for Haderslev og 18 km syd for Kolding. Byen hører til Kolding Kommune og ligger i Region Syddanmark.
I Folkekirken hører Christiansfeld til Tyrstrup Sogn, men Brødremenigheden, der grundlagde byen i 1773, står stadig stærkt med ca. 450 medlemmer. Brødremenighedens Kirke ligger midt i byen og Tyrstrup Kirke ligger i den sydlige del af byen.

## Verdensarv
I Det Europæiske Bygningsfredningsår 1975 blev Christiansfeld udnævnt til "særdeles bevaringsværdig". En række af byens huse er fredede. I 2002-2014 har Brødremenigheden, Christiansfeld Kommune (fra 2007 Kolding Kommune) og Realdania med hjælp fra andre fonde renoveret byens historiske huse i Danmarks største privatfinansierede bybevaringsprojekt med et budget på 225 mill. DKK.
Når husene har kunnet bevares, er det fordi de er grundmurede af gule Flensborg-sten og ikke bygget af bindingsværk som ellers var fremherskende i 1700-tallet. Også træværket er førsteklasses håndværk, så kun få vinduer har måttet udskiftes. "Vinduesrammerne er lavet af kernetræ, der er skåret med årerne i den rigtige retning og behandlet med linolie. Det har gjort at træet er så stærkt, at det er svært at stikke en syl ned i det," forklarer snedkeren, der har deltaget i renoveringen.
Christiansfeld blev optaget på UNESCOs verdensarvsliste i 2015.

## Navnet
Byen er opkaldt efter kong Christian 7., og Feld betyder "mark" på tysk. Navnet Christiansfeld udtales med tryk på første stavelse.

## Faciliteter
Christiansfeld Skole har 465 elever, fordelt på 0.-9. klassetrin. Cuben i byens nordlige ende rummer en idrætshal, der har plads til 1500 personer, hvoraf de 396 pladser er siddepladser. Desuden er der fitnesscenter, squashbaner og keglebaner.
Ugeavisen Tyrstrup Herreds Tidende eller Christiansfeld Avis, grundlagt i 1924, udkommer i byen. Byen har flere dagligvarebutikker. 1 km nordvest for byen ligger Tyrstrup Kro, som har 27 værelser og mødefaciliteter.
Arla Foods købte det tidligere Tyrstrup Mejeri, som nu huser koncernens største friskvareterminal med cirka 400 ansatte.

## Historie
Den Herrnhutiske Brødremenighed blev hurtigt kendt i Danmark, efter at den i 1727 havde etableret sig i Herrnhut i Tyskland. I første omgang blev brødrene sendt ud for at missionere i de danske kolonier Sankt Thomas og Grønland. I 1736 fik hernnhuterne lov til at oprette en koloni i Holsten, men de forlod den allerede i 1741, fordi Christian 6.'s betingelser var alt for stramme.
I 1768 besøgte Christian 7. og hans livlæge Johann Friedrich Struensee Brødremenighedens koloni Zeist i Nederlandene. De så et bysamfund med en blomstrende industri og en livlig økonomi. Sådan et kraftcenter ville de også gerne have i Danmark, og Brødremenigheden tog imod en opfordring til at bygge en koloni i Danmark. Nu var det slut med stramme betingelser. I den koncession, som kongen underskrev 10. december 1771 – hvor Struensee reelt regerede Danmark – fik brødrene bl.a. 10 års skattefrihed, statstilskud på 10% til alle bygninger, der blev opført i de 10 år, toldfrihed, egen domstol, ingen militærtjeneste, ingen tvungne laugsmedlemskaber og teologisk frihed inden for den danske statskirke. Og alle danskere kunne frit tilslutte sig brødrene, hvis menigheden ville optage dem. Efter Struensees fald året efter besluttede de nye magthavere at bekræfte koncessionen.
I 1772 købte Brødremenigheden det sønderjyske krongods Tyrstrupgård, og projekteringen af byen startede efter en streng byplan, hvor forbilledet ikke længere var Hernnhut, men Herrnhaag fra 1742. Den ideelle by var beskrevet i detaljer: længde og bredde på kirkepladsen, der var byens centrum; bredden af de to parallelle hovedgader, der indrammede pladsen; og havernes størrelse, for det var noget så nyt som en haveby, man anlagde med både prydhaver og nyttehaver. Ved den nordlige hovedgade lå Søstrehuset og Enkehuset, så kvinderne kunne gå den lige vej til kirkens norddør, og ved den sydlige hovedgade lå Brødrehuset, hvorfra mændene gik til syddøren. Disse 3 "korhuse" var en slags kollektiver for menighedens ugifte medlemmer – der var ikke et til enkemændene, for de forventedes at finde en ny kone og danne en ny familie, som skulle bo i et almindeligt familiehus. Kirkegården Gudsageren er også kønsopdelt, kvinderne ligger mod øst og mændene mod vest. Gravstederne er ens og har kun en lille liggende sten. Gravstederne sløjfes ikke, men skal ligge evigt.
I 1773 blev de første 3 huse bygget: præstebolig, forstanderbolig og et, der simpelthen hed "det 1. hus" og rummede menighedens første kirkesal indtil den rigtige kirke, Salshuset, blev færdigt. Det 1. hus var stort nok til de 22 brødre, der var med i starten. I de første 9 år blev der bygget 35 huse, og omkring år 1800 var byen færdigbygget. I 1806 toppede menigheden med 756 medlemmer. Byen tiltrak håndværksmestre fra Tyskland, så 21 fag var repræsenteret, bl.a. farveri, lysstøberi, sæbesyderi, kakkelovnsfabrik, cigar- og tobaksfabrik, klaverfabrik, hattemageri, rebslageri, margarinefabrik, apoteker, tårnurmageri, sølvsmedje, trykkeri, bogbinder, honningkagebager. Byen er stadig berømt for sine honningkager – en tradition, der går tilbage til 1783. Byen havde også handelshuset Spielwerk.

### Brødremenighedens Hotel
Brødremenighedens Hotel blev opført i 1773 og lå uden for den oprindelige by, fordi personer, der ikke var medlemmer af Brødremenigheden, ikke måtte overnatte i byen. Som det fremgår af en tavle på hjørnet Kongensgade/Lindegade, har hotellet jævnligt haft besøg af konger med familie og andre højtstående personer. Her blev våbenstilstanden mellem Danmark og Preussen/Østrig sluttet 18. juli 1864.
Hotellet kom til at ligge ved hovedvejen mellem Kolding og Haderslev, da den i 1854 blev ført igennem Kongensgade. Hotelbygningen måtte kortes af da vejen skulle udvides i 1930. Hotellet fungerer stadig med 18 værelser, hvoraf 8 er opkaldt efter prominente gæster og 6 kan varmes op med Christiansfeld kakkelovne, som hotellet har landets største samling af. Desuden har hotellet lokaler af forskellig størrelse, så der kan holdes kurser, konferencer, møder og selskaber.

### Den tyske tid
Christiansfeld var før 1864 en del af Hertugdømmet Slesvig, som i nord strakte sig til den sydlige del af Kolding by og Kolding Fjord. I 1864 kom Christiansfeld under prøjsisk styre og mistede sit nordlige opland og sine handelsforbindelser fordi de 8 nordligste sogne i Slesvig blev overført til Kongeriget Danmark i en byttehandel med de kongerigske enklaver i Slesvig. Grænsen kom derfor til at ligge ved Høkkelbjerg kun 2½ km nord for Christiansfeld.
Christiansfeld var endestation på Haderslev Amts Jernbaners strækning Haderslev-Christiansfeld (1899-1932). Stationen er bevaret på Jernbanegade 1, nu som café.

### Genforeningen
Efter Genforeningen i 1920 ville den danske stat forbedre infrastrukturen i Sønderjylland og binde landsdelen bedre sammen med resten af landet. Den store sønderjyske jernbanelov fra 1924 indeholdt muligheden for at ombygge den smalsporede amtsbanestrækning Haderslev-Christiansfeld til normalspor og forbinde den med Kolding Sydbaner enten i Taps eller ved Hejls landevej. Projektet blev ikke realiseret, fordi ingen private søgte koncession på det.
Brødremenigheden solgte efter genforeningen sin drenge- og pigeskole og avlsgården Tyrstrupgård til private efter tilbagegang i menigheden. Selvom mange af Christiansfelds indbyggere fra gammel tid havde tyske rødder, fik byen for første gang i sin historie en dansk borgmester, som ikke tillige var medlem af Brødremenigheden. Dermed mistede menigheden et af sine privilegier fra 1771, nemlig retten til at vælge byens ledelse.
I anlægget mellem Kongensgade og Gudsageren står en sten til minde om genforeningen. Den blev afsløret 10. juli 1935, på 15-årsdagen for kong Christian 10.'s ridt over den tidligere grænse 3 km nord for Christiansfeld.

### Kommunen
I 1867 fik byen officiel status som flække. Den beholdt denne status efter genforeningen, men benyttede ikke sin mulighed for at træde ud af amtskommunen. Begrebet flække bortfaldt ved kommunalreformen i 1970, hvor Christiansfeld blev hovedby i Christiansfeld Kommune, der blev dannet af Tyrstrup og 8 andre sogne. Den indgik ved kommunalreformen i 2007 i Kolding Kommune.

## Musiksamlingen
Brødremenighedens musiksamling i Christiansfeld er i dag en af de største private danske samlinger med noder, der går til helt tilbage til byens oprettelse. Fra slutningen af 1700-tallet blev Christiansfeld berømt for at være et sted, hvor musik både i og uden for kirken var af høj kvalitet og opførelserne ligeså. Mange kom til byen for at høre koncerter og overvære gudstjenester med salmesang. Noderne til 22 meget forskellige kirkelige motetter eller korte kantater er udgivet både i papirform og digitalt.

## Kendte personer
- Kunstmaleren Jeppe Madsen Ohlsen (1891-1948), født i byen og bosat der 1931-38.
- Biskop og modstandsmand Vincent Lind - 1925-2007

## Galleri
- Brødremenighedens første hus fra 1773
- Søstrehuset
- Lindegade. Den røde bygning er Brødremenighedens gamle drengeskole
- Brødrehusets gård
- Brødremenighedens Hotel
- Brødremenighedens gamle apotek
- Den gamle pigekostskole
- Det gamle handelshus "Spielwerg"
- Christiansfeld Skole
- Den tidligere stationsbygning
- Genforeningspladsen